# The Weavers

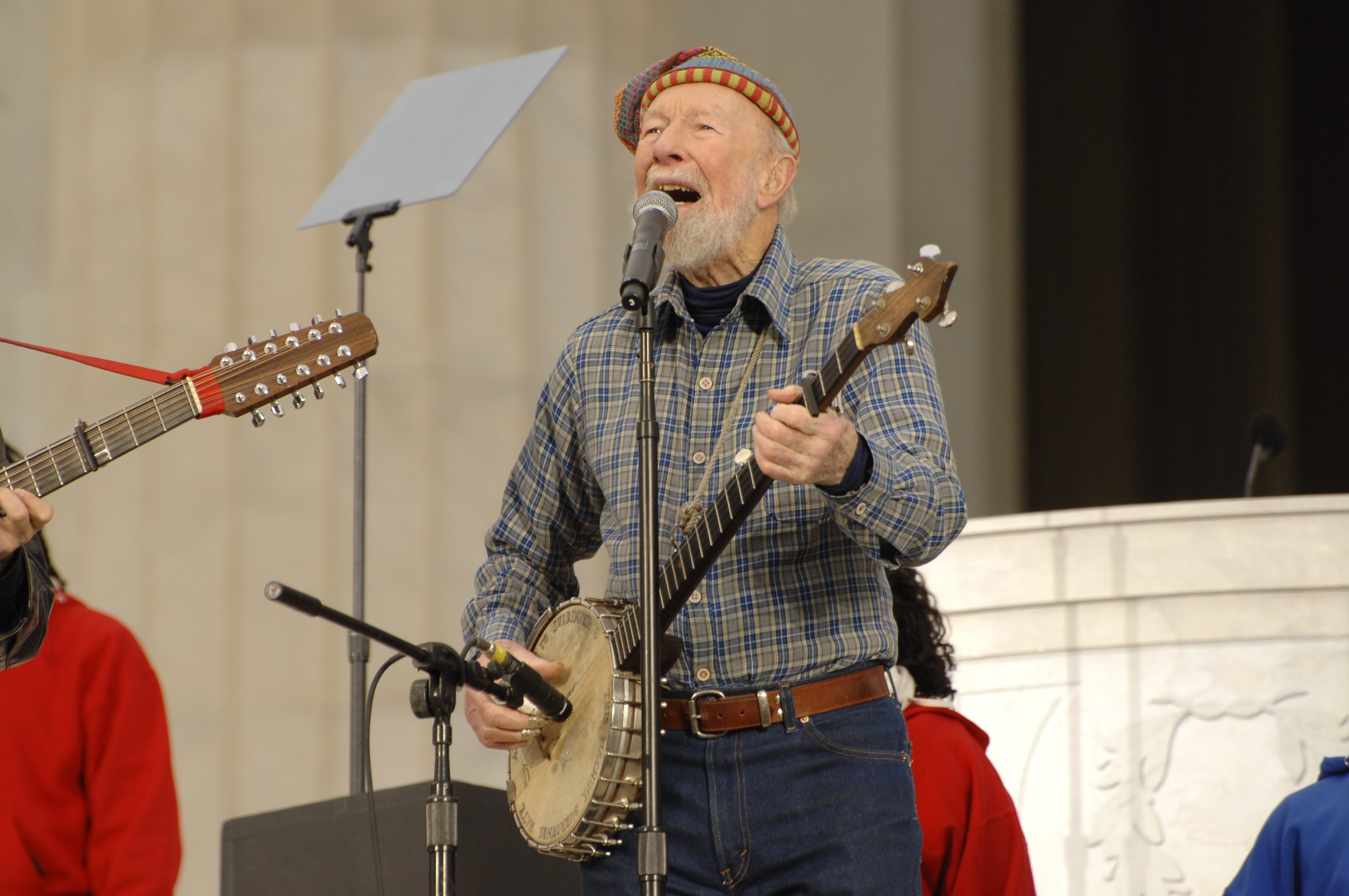
Pete Seeger 2009

The Weavers byli niezwykle popularnym i wpływowym kwartetem folkowym, założonym w Greenwich Village, w stanie Nowy Jork (Stany Zjednoczone).
Grupę założyli w 1947 Ronnie Gilbert, Lee Hays, Fred Hellerman i Pete Seeger. Piąty członek, Eric Darling grał z zespołem podczas nieobecności Seegera. Sama nazwa The Weavers (Tkacze) pochodzi od tytułu dramatu Gerharta Hauptmana z 1892 roku. Po krótkim bezowocnym okresie, w którym zespół nie mógł znaleźć płatnego zajęcia, w końcu The Weavers wystąpili w klubie jazzowym Village Vanguard. Dzięki temu występowi, zauważył ich Gordon Jenkins, związany z wytwórnią Decca Records. W 1949 roku grupa nagrała utwór Leadbelly'ego z elementami tradycyjnej żydowskiej piosenki Tzena, Tzena.
The Weavers grali tradycyjne piosenki ludowe z całego świata, ale także bluesa, folk, gospel, muzykę dla dzieci, muzykę śpiewaną przez pracowników i ballady ze Stanów Zjednoczonych, sprzedając miliony swoich płyt będąc na szczycie popularności. Byli bezpośrednimi prekursorami dwóch, bardziej nawet znanych, grup folkowych działających w latach 50. i 60. – The Kingston Trio i Peter, Paul and Mary.
Zespół unikał kontrowersyjnych utworów, nie pokazywał się również na kontrowersyjnych wydarzeniach i przez to lewicowe ugrupowania uznały, że The Weavers zaprzedali swoje przekonania komercyjnym sukcesom. Niemniej jednak grupa była obserwowana przez FBI, a następnie wpisana na czarną listę podczas epoki McCarthy’ego. The Weavers stali się obiektem podejrzeń ze względu na reprezentowanie stylu protest song, które faworyzowały związki zawodowe jak również w związku z indywidualnymi przekonaniami członków grupy. Antykomuniści protestowali na ich występach, tępili także ludzi, od których sukces zespołu zależał. The Weavers byli prostym celem ze względu na swoją popularność i ogromną grupę fanów. Po tych wydarzeniach ich wspólna kariera zakończyła się i grupę rozwiązano w roku 1952.
Pete Seeger kontynuował swoją karierą solową. W 1955 dołączył do The Weavers, którzy wystąpili na koncercie w Carnegie Hall, obiekcie, którego zarząd nie był zainteresowany kontrowersjami otaczającymi grupę. Występ zakończył się znacznym sukcesem, jego zapis muzyczny nagrała wytwórnia Vanguard Records. The Weavers znowu osiągnęli szczyt popularności (pod koniec lat 50. muzyka folk stawała się coraz bardziej popularna, a nastroje antykomunistyczne powoli zanikały). Niemniej jednak, Seeger opuścił zespół, by poświęcić się solowej karierze, a The Weavers kontynuowali swoją działalność. Gdy Eric Darling również odszedł, zastąpił go Frank Hamilton, a następnie Bernie Krause.
Ronnie Gilbert również poświęcił się karierze solowej. Okazyjne występy całego zespołu w pierwotnym składzie odbyły się w roku 1964 i 1980.
The Weavers zostali przyjęci w 2001 roku do Vocal Group Hall of Fame.

## Dyskografia
- The Weavers' Greatest Hits
- The Weavers at Carnegie Hall (Live)
- The Weavers at Carnegie Hall (Live) Vol. 2
- Wasn't That a Time! box set
- Best of the Vanguard Years
- The Weavers Reunion at Carnegie Hall: 1963 (Live)
- The Reunion at Carnegie Hall, 1963, Pt. 2 (Live)
- Reunion at Carnegie Hall No. 2 (Live)
- Rarities From the Vanguard Vault
- Kisses Sweeter Than Wine (Live)
- The Almanac
- The Best of the Decca Years
- Ultimate Collection
- The Weavers Classics
- Best of the Weavers
- Gospel
- Goodnight Irene: Weavers 1949-53 box set
- We Wish You a Merry Christmas
- The Weavers on Tour (Live)